# ثيو فان دير هورست
ثيو فان دير هورست (بالهولندية: Theo van der Horst)‏ هو نحات ورسام هولندي، ولد في 18 يوليو 1921 في آرنم في هولندا، وتوفي بنفس المكان في 9 أكتوبر 2003.